# Christian Abbiati
Christian Abbiati (Milánó, Abbiategrasso, 1977. július 8. –) olasz labdarúgó, kapus.

## Pályafutása
Az olasz bajnokságban 1999. január 17-én debütált Sebastian Rossi cseréjeként a 92. percben. Ezután ő lett a csapat első számú kapusa 2002-ig, amikor a brazil Dida kiszorította a csapatból sérülése után. A 2004-2005-ös szezonban a Bajnokok ligájában mindössze 30 másodpercet játszott az Internazionale ellen, miután Didát megdobták és a meccset a bíró nem sokkal ezután lefújta. Utolsó mérkőzését a szezonban a Palermo elleni   3-3-as döntetlen alkalmával játszotta.
A Juventus kizárása után a Torino-hoz, majd az Atlético Madrid csapatához került.
2008 óta újra a Milan kapuját védte, és Dida távozásával a csapat első számú hálóőre lett.
A szezonban 28 meccsen védett, egészen a Siena ellen elszenvedett térdsérüléséig. A 2015-16-os szezon végén jelentette be visszavonulását.

## Statisztikái

### Klub
| Klub                         | Szezon         | Liga           | Liga            | Liga  | Nemzeti Kupa    | Nemzeti Kupa | Európai         | Európai | Egyéb           | Egyéb | Összesen        | Összesen |
| Klub                         | Szezon         | Bajnokság      | Pályára lépések | Gólok | Pályára lépések | Gólok        | Pályára lépések | Gólok   | Pályára lépések | Gólok | Pályára lépések | Gólok    |
| ---------------------------- | -------------- | -------------- | --------------- | ----- | --------------- | ------------ | --------------- | ------- | --------------- | ----- | --------------- | -------- |
| Monza                        | 1994–95        | Serie C1       | 1               | 0     | 0               | 0            | —               | —       | —               | —     | 1               | 0        |
| Monza                        | 1996–97        | Serie C1       | 25              | 0     | 0               | 0            | —               | —       | —               | —     | 25              | 0        |
| Monza                        | 1997–98        | Serie B        | 26              | 0     | 2               | 0            | —               | —       | —               | —     | 28              | 0        |
| Monza                        | Összesen       | Összesen       | 52              | 0     | 2               | 0            | —               | —       | —               | —     | 54              | 0        |
| Borgosesia (kölcsönbe)       | 1995–96        | Serie D        | 29              | 0     | 0               | 0            | —               | —       | —               | —     | 29              | 0        |
| Borgosesia (kölcsönbe)       | Összesen       | Összesen       | 29              | 0     | 0               | 0            | —               | —       | —               | —     | 29              | 0        |
| Milan                        | 1998–99        | Serie A        | 18              | 0     | 0               | 0            | 0               | 0       | —               | —     | 18              | 0        |
| Milan                        | 1999–2000      | Serie A        | 29              | 0     | 0               | 0            | 6               | 0       | 0               | 0     | 35              | 0        |
| Milan                        | 2000–01        | Serie A        | 21              | 0     | 4               | 0            | 7               | 0       | —               | —     | 32              | 0        |
| Milan                        | 2001–02        | Serie A        | 34              | 0     | 1               | 0            | 11              | 0       | —               | —     | 46              | 0        |
| Milan                        | 2002–03        | Serie A        | 3               | 0     | 8               | 0            | 6               | 0       | 0               | 0     | 17              | 0        |
| Milan                        | 2003–04        | Serie A        | 2               | 0     | 4               | 0            | 1               | 0       | 1               | 0     | 8               | 0        |
| Milan                        | 2004–05        | Serie A        | 3               | 0     | 4               | 0            | 1               | 0       | —               | —     | 8               | 0        |
| Milan                        | 2008–09        | Serie A        | 28              | 0     | 0               | 0            | 0               | 0       | —               | —     | 28              | 0        |
| Milan                        | 2009–10        | Serie A        | 9               | 0     | 1               | 0            | 1               | 0       | —               | —     | 11              | 0        |
| Milan                        | 2010–11        | Serie A        | 35              | 0     | 1               | 0            | 6               | 0       | —               | —     | 42              | 0        |
| Milan                        | 2011–12        | Serie A        | 31              | 0     | 0               | 0            | 9               | 0       | 1               | 0     | 41              | 0        |
| Milan                        | 2012–13        | Serie A        | 28              | 0     | 1               | 0            | 7               | 0       | —               | —     | 36              | 0        |
| Milan                        | 2013–14        | Serie A        | 28              | 0     | 2               | 0            | 9               | 0       | —               | —     | 39              | 0        |
| Milan                        | 2014–15        | Serie A        | 11              | 0     | 2               | 0            | —               | —       | —               | —     | 13              | 0        |
| Milan                        | 2015–16        | Serie A        | 1               | 0     | 5               | 0            | —               | —       | —               | —     | 6               | 0        |
| Milan                        | Összesen       | Összesen       | 281             | 0     | 33              | 0            | 64              | 0       | 2               | 0     | 380             | 0        |
| Juventus (kölcsönben)        | 2005–06        | Serie A        | 19              | 0     | 2               | 0            | 6               | 0       | —               | —     | 27              | 0        |
| Juventus (kölcsönben)        | Összesen       | Összesen       | 19              | 0     | 2               | 0            | 6               | 0       | —               | —     | 27              | 0        |
| Torino (kölcsönben)          | 2006–07        | Serie A        | 36              | 0     | 2               | 0            | —               | —       | —               | —     | 38              | 0        |
| Torino (kölcsönben)          | Összesen       | Összesen       | 36              | 0     | 2               | 0            | —               | —       | —               | —     | 38              | 0        |
| Atlético Madrid (kölcsönben) | 2007–08        | La Liga        | 21              | 0     | 0               | 0            | 9               | 0       | —               | —     | 30              | 0        |
| Atlético Madrid (kölcsönben) | Összesen       | Összesen       | 21              | 0     | 0               | 0            | 9               | 0       | —               | —     | 30              | 0        |
| Teljes karrier               | Teljes karrier | Teljes karrier | 438             | 0     | 41              | 0            | 79              | 0       | 2               | 0     | 560             | 0        |

1. 1 2 3 4 5 6 7 8 9 10 11  Pályára lépései a Bajnokok ligájában
2. 1 2  Pályára lépései az Európa-ligájában
3. 1 2  Pályára lépései a Olasz szuperkupán

### A válogatottban
| Olaszország | Olaszország | Olaszország |
| Év          | Évek        | Gólok       |
| ----------- | ----------- | ----------- |
| 2003        | 2           | 0           |
| 2005        | 2           | 0           |
| Összesen    | 4           | 0           |

## Sikerei, díjai
- Olasz bajnok: 1998-1999, 2003–2004, 2010-2011
- Bajnokok ligája-győztes: 2003
- Olasz kupagyőztes: 2002-2003
- UEFA-szuperkupa-győztes: 2003
- Olasz labdarúgó-szuperkupa-győztes: 2004, 2011
- Interkontinentális kupa ezüstérmes: 2003
- labdarúgó-Európa-bajnokság ezüstérmes: 2000

## Külső hivatkozások
- Christian Abbiati az UEFA adatbázisában (angolul)
- Adatlapja (német nyelven). fussballdaten.de